# Timarcha fracassii
Timarcha fracassii là một loài bọ cánh cứng trong họ Chrysomelidae. Loài này được Meier miêu tả khoa học năm 1900.